# Изопрен
Изопре́н (2-метилбутадиен-1,3) — ненасыщенный углеводород, принадлежащий к диеновому ряду, представляющий собой бесцветную летучую жидкость с характерным запахом. Является мономером натурального каучука, остаток его молекулы входит во множество других природных соединений — изопреноидов, терпеноидов и т. д.
Изопрен растворим во многих органических растворителях, например, с этиловым спиртом он смешивается в произвольном соотношении. Плохо растворим в воде. При полимеризации образует изопреновые каучуки и гуттаперчи. Изопрен также вступает в различные реакции сополимеризации.
Основное применение в промышленности — синтез изопреновых каучуков, некоторых медицинских препаратов, душистых веществ.

## Получение изопрена

### Устаревшие методы
Изопрен был впервые получен английским химиком Чарльзом Уильямсом в 1860 году путём пиролиза натурального каучука и он же указал его верную эмпирическую химическую формулу C5H8 и дал веществу название без какого-либо объяснения значения.
Наиболее распространённым способом получения изопрена в лабораторных условиях было термическое разложение скипидарного масла в так называемой изопреновой лампе — специальном приборе с нагреваемой электрическим током спиралью. Во время Второй мировой войны в США изопрен получали пиролизом лимонена в промышленных масштабах. До окончания войны изопрен был слишком дорог для производства синтетического каучука, однако ситуация изменилась с появлением методов его получения из нефти, а также с развитием технологии его полимеризации.

### Синтетические методы
Промышленные методы получения изопрена могут быть разделены на группы в зависимости от исходных реагентов для сборки пятиуглеродного скелета молекулы:
{\displaystyle {\ce {C1 + C4 -> C5}}};
{\displaystyle {\ce {C2 + C3 -> C5}}};
{\displaystyle {\ce {C3 + C3 -> C6 -> C5 + C1}}};
{\displaystyle {\ce {C4 + C4 -> C8 -> C5 + C3}}}.

Синтез изопрена из изобутилена и формальдегида

Основным блоком C4 для синтеза изопрена является изобутилен, к которому в кислой среде (серная кислота или ионообменные смолы) присоединяют формальдегид с образованием 4,4-диметил-1,3-диоксана с выходом 74—80 % (реакция Принса), который далее разлагают при нагревании (200—300 °C) в присутствии ортофосфорной кислоты, что даёт изопрен с выходом 43—46 %. Метод был предложен в 1938 году и стал известен благодаря работам сотрудников Французского института нефти. Предпринимались попытки улучшения данного синтеза, связанные преимущественно с технологическими особенностями и использованием различных катализаторов. Существенной чертой метода является выделение формальдегида при разложении 1,3-диоксана и связанное с этим образование смолы в установках по синтезу изопрена. Чтобы избежать подобных побочных процессов, предлагалось использовать различные химические аналоги формальдегида (метилаль, метилхлорметиловый эфир, диоксолан), а также генерировать его непосредственно при синтезе целевого продукта.
Также в качестве блока C4 может использоваться бутен-2. Его гидроформилирование в присутствии родиевого катализатора приводит к 2-метилбутаналю, который затем подвергается каталитической дегидратации под действием фосфата магния-аммония, молекулярных сит либо цеолитов, что приводит к изопрену. Данный метод не был реализован на промышленных предприятиях.
Синтез изопрена из блоков C2 и C3 был предложен Снампроджетти и использовался в Италии, давая 30 тыс. тонн изопрена в год. На первой стадии данного процесса происходит реакция между ацетоном и ацетиленом в присутствии KOH в жидком аммиаке при 10—40 °C и 20 бар. Продукт присоединения селективно гидрируется до алкена, после чего дегидратируется при 250—300 °C на оксиде алюминия, давая изопрен. Общая селективность в расчёте на ацетон и ацетилен составляет 85 %. Метод позволяет получать очень чистый изопрен, однако такое производство является относительно затратным.
Промышленное получение изопрена путём димеризации пропилена, последующей изомеризации получаемого 2-метилпентена-1 в 2-метилпентен-2 и крекинга последнего в присутствии HBr с образованием метана и изопрена было воплощено на заводе в городе Бомонт (Техас), однако в 1975 году прекращено после пожара по причине роста цены на пропилен.
Интересным подходом к синтезу изопрена является метатезис бутена-2 с образованием пропилена и 2-метилбутена-2. Последний может быть дегидрирован различными известными способами. Недостаток данного подхода заключается в том, что поскольку в реакцию метатезиса могут вступать любые алкены, происходит образование разнообразных побочных продуктов. Особенно эта ситуация усугубляется при промышленных масштабах производства, когда в качестве исходного реагента используется более дешёвый технический бутен-2, содержащий примесь бутена-1.

### Процессы дегидрирования
Реакции дегидрирования изопентана и изопентенов с образованием изопрена широко исследованы и напоминают аналогичные реакции получения бутадиена.
Одностадийный процесс дегидрирования изопентана под действием катализатора на основе Cr2O3/Al2O3 при 600 °C и 7 кПа даёт изопрен с выходом 52 %. Этот метод применялся в СССР. Дегидрирование изопентенов (метилбутенов) протекает под действием катализатора Shell (Fe2O3/K2CO3/Cr2O3) при 600 °C с выходом 85 %. Исходные углеводороды можно выделить из соответствующих перегонных фракций путём растворения в серной кислоте с последующим разложением эфира серной кислоты при 35 °C и обратной экстрацией изопентенов насыщенными углеводородами. Данный подход применяется на заводах Shell, Arco и Exxon.

### Получение из фракции C5
Фракция C5 является побочным продуктом крекинга углеводородов в процессе получения этилена. Она содержит небольшое количество изопрена, другие углеводороды с пятью атомами углерода в молекуле, а также ароматические углеводороды C6—C8. Такая смесь может быть перегнана с выделением изопрена, обычно в количестве 2—5 массовых % в пересчёте на этилен. Однако выход может быть увеличен, если в качестве исходного сырья использовать более тяжёлую фракцию. Если крекинг проводится в более жёстких условиях (при повышенной температуре и в течение более долгого времени), то выход изопрена уменьшается. Тем не менее такое ужесточение условий приводит к увеличению концентрации изопрена во фракции C5. Такое обогащение коммерчески выгодно, поскольку оно уменьшает затраты на транспортировку и получение чистого изопрена.
Перегонка фракции C5 не позволяет получить чистый изопрен, поскольку в смеси присутствуют некоторые компоненты, которые мало отличаются по температуре кипения. Для выделения чистого изопрена были предложены методы, основанные на отгонке азеотропной смеси с пентаном, а также методы с использованием экстракции селективными органическими растворителями (N-метилпирролидоном, диметилформамидом и ацетонитрилом).
В целом, с точки зрения энергозатрат, выделение изопрена подобным способом гораздо выгоднее, нежели его химический синтез.

### Экономические факторы
Ключевым фактором при планировании промышленного производства изопрена является месторасположение завода по разделению фракции C5, поскольку прибыльность зависит от возможности доставить эти фракции к месту разделения из нескольких заводов, на которых производится крекинг. Также необходимо учитывать необходимость утилизации остальных углеводородов из фракции C5.
По состоянию на 1987 год в Западной Европе производилось 83 000 тонн диенов C5, из них 44 000 тонн приходилось на димеризованный циклопентадиен и 23 000 тонн на изопрен. Остальные 15 000 тонн составляли пиперилены. К 1997 году мировые объёмы производства изопрена возросли до 850 000 тонн в год, из них 180 тыс., 130 тыс. и 30 тыс. тонн производились в США, Японии и Западной Европе соответственно. Крупнейшим производителем изопрена является Goodyear (США, 61 тыс. тонн в год).

## Физические свойства
При стандартных условиях изопрен представляет собой бесцветную летучую жидкость. Изопрен практически не растворяется в воде (0,029 мол. %), но смешивается во всех соотношениях с этанолом, диэтиловым эфиром, ацетоном и бензолом. Изопрен образует азеотропные смеси с рядом органических растворителей.

## Химические свойства
Согласно данным спектроскопических исследований, при 50 °C большинство молекул изопрена находится в более устойчивой s-транс-конформации, и только 15 % молекул имеют s-цис-конформацию. Разность энергий между этими состояниями составляет 6,3 кДж/моль.
По химическим свойствам изопрен представляет собой типичный сопряжённый диен, вступающий в реакции присоединения, замещения, циклизации, комплексообразования и теломеризации. По сравнению с бутадиеном, он более активно реагирует с электрофилами и диенофилами за счёт донорного индуктивного эффекта метильной группы.

## Применение

### Синтез полимеров

Химическая структура цис-1,4-полиизопрена — основы изопренового синтетического каучука и основной компонент натурального каучука

Бо́льшая часть производимого изопрена используется в синтезе цис-1,4-полиизопрена — изопренового каучука, который по свойствам и строению похож на природный каучук и широко применяется в производстве автомобильных шин. Другой продукт полимеризации изопрена — транс-1,4-полиизопрен — имеет свойства гуттаперчи и не находит широкого использования в промышленности, кроме изготовления шаров для гольфа и изоляции проводов.
Важную область применения изопрена составляет синтез блок-сополимеров типа стирол-изопрен-стирол. Подобные продукты используются как термопластические полимеры и адгезивы, чувствительные к давлению. Изопрен также используется в синтезе бутилового каучука — продукта сополимеризации изопрена с изобутиленом, где мольная доля изопрена составляет от 0,5 до 3,0 %.

### Синтез терпенов
С 1972 года компанией Rhodia Incorporated (США) была начата разработка методов промышленного синтеза терпенов из изопрена, ацетона и ацетилена. Синтетическая схема включала в себя присоединение хлороводорода к изопрену с образованием пренилхлорида, который затем в две стадии превращали в дегидролиналоол. Последний служил в качестве исходного соединения для синтеза различных терпенов, например, линалоола, гераниола, цитраля, β-ионона и их производных. Позже завод был закрыт, однако японский производитель Kuraray продолжил выпускать по этой схеме не только указанные продукты, но также сквалан и другие соединения. Rhodia Incorporated разработала также способ синтеза лавандулола из двух молекул изопрена при помощи синтеза Гриньяра.
Природные терпены состоят из фрагментов изопрена, соединённых друг с другом по принципу «голова — хвост». Синтетические аналоги также должны иметь такую структуру, а также содержать двойные связи в определённых положениях. В связи с этим, промышленный синтез терпенов методами олигомеризации и теломеризации затруднён, и обычно пользуются другими подходами. Тем не менее предложен способ синтеза мирцена димеризацией изопрена на катализаторе (натрий/диалкиламин). Этот способ реализуется в промышленном масштабе компанией Nissan Chemical Industries. Теломеризация изопрена под действием диэтиламина и бутиллития в качестве катализатора приводит к N,N-диэтилнериламину, который далее может быть превращён в линалоол, гераниол, нерол, цитронеллаль, гидроксицитранеллаль и ментол.

## Безопасность
В высоких концентрациях в отношении животных изопрен проявляет анестетические свойства с последующим параличом и летальным исходом. Изопрен не вызывает точечных мутаций в тесте Эймса. Метаболизм происходит, в основном, в дыхательной системе: при этом происходит превращение изопрена в соответствующие эпоксиды и затем диолы. Насыщение происходит при атмосферных концентрациях, равных 300—500 м д.[прояснить]; при более низких концентрациях скорость метаболизма прямо пропорциональна концентрации. Изопрен также синтезируется эндогенно: для мышей и крыс скорость синтеза оценивается в 0,4 и 1,9 мкмоль/(ч·кг) соответственно.
В высоких концентрациях изопрен оказывает на человека наркотическое действие, а также может вызывать раздражение кожи, глаз, слизистых оболочек и дыхательной системы. Предельно допустимая концентрация, установленная для изопрена в СССР, составляет 40 мг/м3.
Изопрен взрывоопасен и легко воспламеняется.

## Биологическая роль
Изопрен в том числе в составе молекул других терпенов, встречается в разнообразных живых организмах: животных, растениях и микроорганизмах. В зависимости от организма число изопреновых фрагментов в молекуле терпена может составлять 1 (гемитерпены), 2 (монотерпены), 3 (сесквитерпены), 4 (дитерпены), 6 (тритерпены) или 8 (тетратерпены). В некоторых растениях обнаружены очень длинные терпены (каучук, гуттаперча), число звеньев изопрена в которых варьируется от нескольких тысяч до одного миллиона. Изопрен может также входить в состав других природных соединений неизопреноидного строения (например, прениллипидов), повышая их липофильность. Известно, что синтез изопреноидов в растениях осуществляется двумя независимыми путями: ацетат/мевалонатным путём (ацетат/MVA) (образуются полипренолы) и дезоксиксилозафосфат/метилэритритфосфатным путём (DOXP/MEP). Оба пути приводят к изопрену в виде так называемого «активного изопрена» — изопентенилпирофосфата (IPP), который под действием изомеразы может превращаться в изомерный 3,3-диметилаллилдифосфат (DMAPP). Сам изопрен получается из DMAPP при действии изопренсинтазы.

Изучение эмиссии изопрена растениями методом спектроскопии в ультрафиолетовой области

В середине XX века было обнаружено, что растения выделяют в атмосферу пары изопрена. Мировые объёмы выбросов фитогенного изопрена оцениваются в (180—450)⋅1012 г приведённого к массе углерода, содержащегося в соединении в год. Эмиссия изопрена листьями растений ускоряется при температуре выше 28 °C и при высокой интенсивности солнечного излучения, когда процесс фотосинтеза полностью насыщен. Подтвердить это явление или проверить, способно ли растение выделять изопрен, можно при помощи спектроскопии в ультрафиолетовой области или путём анализа газов в газовом хроматографе, комбинированном с масс-спектрометром. Биосинтез изопрена ингибируется фосмидомицином, а также соединениями ряда статинов.
Физиологическая роль выделения растениями изопрена до конца не выяснена. Изопрен обеспечивает растениям повышенную устойчивость к перегреванию. Кроме того, как потенциальный уловитель радикалов, он может защищать растения от разрушающего воздействия озона и активных форм кислорода. Предполагается также, что поскольку синтез изопрена требует постоянной затраты молекул АТФ и НАДФН, образующихся в процессе фотосинтеза, он таким образом сохраняет фотосистемы от перевосстановления и фотоокислительного разрушения в условиях чрезмерного освещения. Недостатком такого механизма защиты является то, что углерод, связываемый растениями в процессе фотосинтеза, выбрасывается путём выделения изопрена.
Из гомологического ряда диеновых углеводородов изопрен является наиболее часто встречающимся диеновым углеводородом в организме человека. По некоторым оценкам, скорость синтеза изопрена в организме человека составляет около 0,15 мкмоль/(кг·ч), что соответствует приблизительно 17 мг в сутки для человека массой 70 кг. Изопрен также присутствует в ничтожных концентрациях во многих пищевых продуктах.